# Going, Going, Gone
Going, Going, Gone – piosenka napisana przez Boba Dylana, nagrana przez niego w listopadzie 1973, wydana na albumie Planet Waves (1974).

## Historia
Piosenka została nagrana 5 listopada 1973 podczas 3. sesji do albumu Planet Waves w The Village Recorder Studio B w Los Angeles w stanie Kalifornia (Dylan nagrał wtedy jeszcze „Forever Young” i „You Angel You”).

### Wykonania koncertowe
Dylan wykonywał tę piosenkę na początku 1976 r. w drugiej części Rolling Thunder Revue. Dwa lata później całkowicie przerobił słowa w stylu Roberta Johnsona, zdecydowanie podnosząc jakość piosenki. Niestety równocześnie w niefortunny sposób przearanżował tę kompozycję, co uwidoczniło się w czasie koncertów w 1978 r. Te wersje zostały zamieszczone na koncertowym albumie Bob Dylan at Budokan.

## Tekst
Tytuł piosenki jest ulubionym zawołaniem wziętym z gry w baseballa, dotyczącym zdarzającej się właśnie szansy na home run. Sugeruje on, że rodzinny styl przyjęty przez Dylana na początku lat 70. XX w. nie był wszystkim, czego pragnął w tym okresie. Już niektóre piosenki z New Morning wykazywały, że muzyk chciał powrócić do koncertowania i życia w podróży. Ta piosenka należy więc do osobistych utworów Dylana i jest związana z poszukiwaniem prawdy o sobie jako człowieku i artyście.

## Muzyka
Ponieważ Dylanowi towarzyszy grupa The Band, kompozycja ta miesza styl miejski ze stylem rustykalnym. Głębi dodaje jej partia organowa, którą zagrał Garth Hudson, oraz partia gitarowa wykonana przez Robbiego Robertsona.

## Personel
- Bob Dylan – gitara, harmonijka, wokal
- Robbie Robertson – gitara
- Richard Manuel – pianino, perkusja
- Rick Danko – gitara basowa
- Garth Hudson – organy, akordeon
- Levon Helm – perkusja

## Dyskografia
Albumy
- 1974: Planet Waves
- 1979: Bob Dylan at Budokan

## Wykonania innych artystów
- 1984: Richard Hell – Destiny Street (1982); R.I.P.: The ROIR Sessions
- 1990: Bill Frisell – Rubáiyát
- 1999: Steve Howe – Portraits of Bob Dylan
- 2017: Gregg Allman – Southern Blood